# Draagbare zuurstofconcentrator

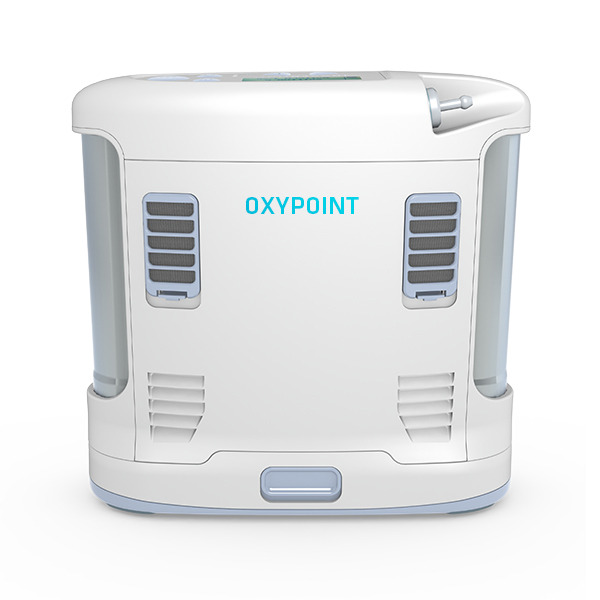
Een lichte draagbare zuurstofconcentrator: Inogen One G3 (2,2 kg)

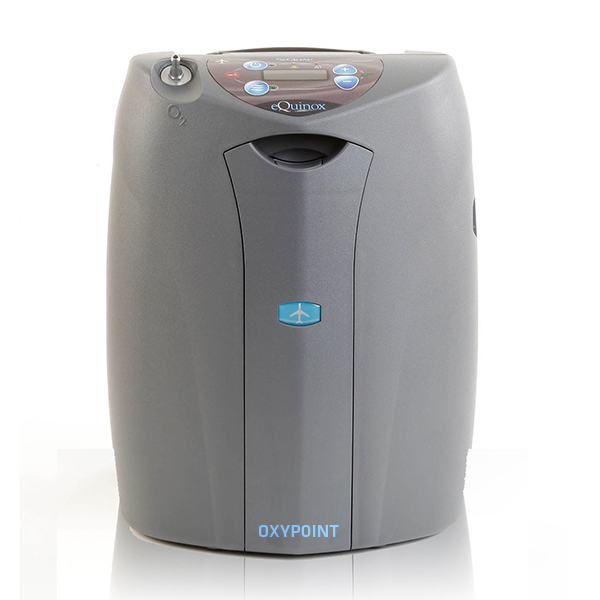
Sequal Equinox, een transporteerbare concentrator met een hoog zuurstofdebiet

Een draagbare zuurstofconcentrator (Engels: 'portable oxygen concentrator') (POC) is een klein toestel dat zuurstofverrijkte lucht levert uit normale omgevingslucht. Een POC wordt vooral gebruikt voor medische doeleinden. De werking is gelijkaardig aan een zuurstofconcentrator, maar het is kleiner en meer mobiel.

## Ontwikkeling
Eind jaren zeventig werden medische zuurstofconcentratoren ontwikkeld. Ze werden aanvankelijk gebruikt als een methode om thuis een continue bron van zuurstof te leveren zonder het gebruik van zware tanks en frequente leveringen. Vanaf de jaren 2000 startte de ontwikkeling van draagbare versies. Draagbare zuurstofconcentratoren zijn sindsdien goed ontwikkeld, waardoor ze klein en betrouwbaar zijn.

## Werking
Een draagbare zuurstofconcentrator werkt aan de hand van pressure swing adsorption (drukwisseladsorptie) of PSA. De concentrator bezit een compressor, een kolom met een adsorbent (zeoliet) en een plek om de druk te doen dalen. De energie om de PSA te doen, wordt geleverd door netvoeding of een accu. Een batterij kan een draagbare zuurstofconcentrator vier tot tien uur van elektriciteit voorzien.
Het is mogelijk om een zuiverheid van meer dan 90% te bereiken met dit type toestellen.

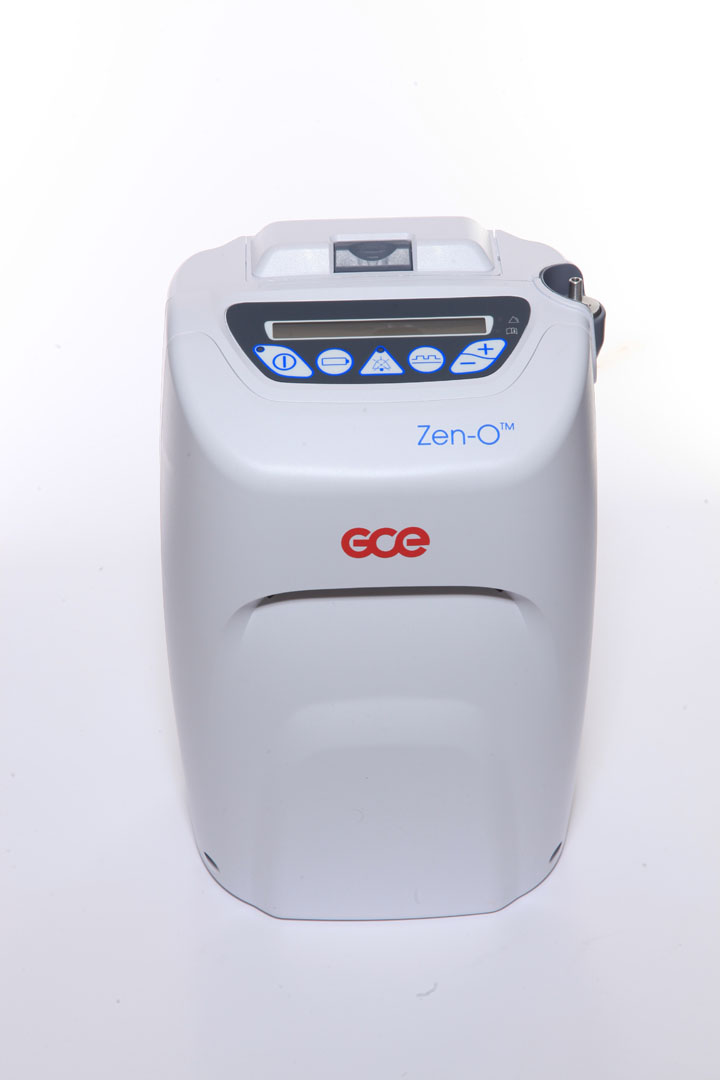
Een Zen-O draagbare zuurstofconcentrator; kan zowel Pulsdosatie en continue stroom aan zuurstof leveren

### Pulsdosatie
Pulsdosatie-zuurstofconcentratoren geven pulsen van zuurstof telkens als de patiënt inademt, en geven geen zuurstof als deze uitademt. Dit type POC’s is het lichtste met een gewicht rond de 2 kg. Pulsdosatie wordt het meest gebruikt en de zuurstof wordt meestal toegediend via een neusbril.

### Continue stroom
Continue stroom draagbare zuurstofconcentratoren geven continu zuurstof af aan de gebruiker. Dit vereist een groter adsorptiebed, een motor en meer elektronica. Daardoor wegen dit type concentratoren een stuk meer (5-10 kg). De hoeveelheid geleverde zuurstof kan bij deze apparaten oplopen tot 6 l/min.
Veel draagbare zuurstofconcentratoren kunnen echter zowel pulsdosatie als een continue stroom van zuurstof leveren.

## Enkele toepassingen
Medisch:
- Met een draagbare zuurstofconcentrator kunnen patiënten gedurende heel de dag gebruik maken van zuurstoftherapie. Hierdoor is de sterfte 1,94 keer lager dan bij enkel gebruik tijdens de nacht.[7]
- Helpt de inspanningstolerantie te verbeteren zodat de gebruiker langer kan trainen.[8]
- Vergroot het uithoudingsvermogen tijdens dagelijkse activiteiten.[9]
- Een POC is een veiligere optie dan het dragen van een zuurstoftank, omdat deze niet onder grote druk staan.[10]
- POC-units zijn kleiner en lichter dan tanksystemen en kunnen een langere zuurstoftoevoer leveren.[6]

Commercieel:
- Glasblazerij[11]
- Huidverzorging[12]
- Vliegtuigen zonder drukcabine[13]
- Zuurstofbars voor nachtclubs[14], hoewel artsen hierover enige bezorgdheid hebben geuit.

## FAA-goedkeuring
Op 13 mei 2009 besliste het Amerikaanse Ministerie van Transport dat mensen met een beperking gebruik kunnen maken van een draagbare zuurstofconcentrator aan boord van een vliegtuig. Een lijst van de POC's die goegekeurd zijn, is te vinden op de website van FAA.

## Nachtelijk gebruik
Draagbare zuurstofconcentratoren kunnen over het algemeen niet worden gebruikt tijdens de slaap. De concentratoren kunnen namelijk moeilijk de ademhaling detecteren bij een persoon met apneu en kunnen hierdoor niet de gewenste hoeveelheid zuurstof afleveren op het gewenste moment.